# 죄와 벌: 우주의 계승자
《죄와 벌: 우주의 계승자》는 트레저가 개발하고 닌텐도가 배급한 2009년 레일 슈팅 게임이다. 2000년 게임 《죄와 벌: 지구의 계승자》의 후속작으로 Wii 플랫폼으로 제작됐다. 북미 지역에선 《죄와 벌: 별의 계승자》, 유럽에선 《죄와 벌: 하늘의 계승자》라는 제목으로 발매됐다.
전작의 두 주인공이 낳은 아들 이사 조가 수수께끼의 여자 카치의 도움을 받아 신에게 맞서 싸우는 이야기를 그렸다. Wii 리모컨이나 다른 컨트롤러를 이용해 이사나 카치를 조종하며 화면상에서 자유자재로 이동해 상대를 총이나 검으로 공격해 진행한다.
출시 당시 《죄와 벌: 우주의 계승자》는 대체적으로 긍정적인 평가를 받았다.

## 반응
《죄와 벌: 우주의 계승자》는 리뷰 애그리게이터 웹사이트 메타크리틱에서 87/100점을 기록해 "대체적으로 긍정적인 평가"를 받았다.

## 같이 보기
- Wii 게임 목록

## 참조

### 주해
1. ↑  일본어: 罪と罰 ～宇宙の後継者～
2. ↑  영어: Sin & Punishment: Star Successor
3. ↑  영어: Sin and Punishment: Successor of the Skies